# Арнхемланд
Арнхемланд (на английски: Arnhemland Peninsula) е най-големият полуостров на Австралия, разположен в най-северната ѝ част, като административно попада в Северната територия.

## Географско положение, граници, големина
В англоезичната географска литература топонима Аргхемланд обхваща североизточната част на целия полуостров, като западната му граница се прекарва по долината на река Мъри, от нейните извори границата завива на изток, достига до 133° и.д., по меридиана „слиза“ на юг до изворите на река Ропър и по нея достига до залива Карпентария. Северната граница „върви“ по крайбрежието на Арафурско море, а източната – по крайбрежието на залива Карпентария. В тези си граници площта на Аргхемланд е около 97 000 km², като включва националния парк „Какаду“.
В руската и останалата географска литература под топонима Аргхемланд се включва цялата северна част на Северната територия на Австралия, простираща се между Тиморско море на запад, залива Карпентария на изток и Арафурско море на север. За южна граница на полуострова е приета линията преминаваща по 15° ю.ш., от върха на залива Куинс Чанъл (съставна част на големия залив Жозеф Бонапарт) на запад до устието на река Ропър, вливаща се в залива Лимен Байт (съставна част на залива Карпентария) на изток. Дължината му от запад на изток е 840 km, а ширината до 420 km. В тези си граници площта на полуостров Арнхемланд е около 160 000 km².

## Брегове
Бреговата линия на полуостров Арнхемланд е силно разчленена от многочислени заливи (Куинс Чанъл, Бигъл, Ван Димен, Маунтнорис, Буко, Касълрей, Бъкингам, Арнем, Мелвил, Каледон, Мад Блу, Лимен Байт и много други), полуострови (Коберг, Гов и др.) и изобилие от крайбрежни острови (Грант, Гоулбърн, Крокодайл, Ховард, Елко, Уесел, Те Инглиш Къмпани, Бример, Бикертън, Грут Айлънд, Марайя и много други). Големи участъци от крайбрежието са силно заблатени и заети от мангрови гори.

## Релеф, геоложки строеж, полезни изкопаеми
Повърхността на полуострова представлява хълмисто плато с полегати склонове с височина от 180 m на север до 400 m на юг, изградено основно от долномезозойски и кредни пясъчници, лежащи върху древни кристалинни скали. Цялото плато е силно разчленено на отделни остатъчни масиви от дълбоки речни долини. Северната част е заета от широка до 150 km равнина, в повечето случаи стръмно спускаща се към морето. В северозападната му част, в селището Рам Джангъл (на около 100 km южно от град Дарвин) се разработва голямо находище на урано-радиеви руди.

## Климат, води
Климатът на полуострова е субекваториален, мусонен, сезонно влажен в северозападните, северните и североизточните части, а на юг и в централните части – много по-сух. През него протичат множество реки, като най-големите са: Фицморис и Дейли (на запад); Аделейд, Мъри, Саут Алигейтър, Ист Алигейтър, Ливърпул, Кадел и Гойдър (на север); Роз и Ропър (на изток).

## Растителност
Долините на реките са обрасли с влажни субекваториални гори, а наветрените склонове на платото и най-високите части на остатъчните масиви са заети от евкалиптови гори и савани.
На северозападното му крайбрежие, на южния бряг на залива Бигъл е разположен град Дарвин, столицата на Северната територия на Австралия.

## Историческа справка
През 1636 г. холандският мореплавател Ян Карстенс открива малък участък от североизточния бряг на полуострова и наименува новооткрития бряг в чест на своя роден град Арнем, а през 1636 г. друг холандски мореплавател Питер Питерсзон – участък от северното му крайбрежие. През 1802 г. френска експедиция, ръководена от Никола-Тома Боден открива и описва цялото му западно крайбрежие, а през 1818 г. английският морски капитан Филип Паркър Кинг дооткрива и детайлно изследва и картира северните му брегове.
От 1905 до 1908 г. западната част на полуострова е топографски заснета и картирана от австралийския топограф Лорънс Уелс, а през 1928 г. друг австралийски топограф Доналд Маккей извършва същите дейности в централната и източната му част.